# No Me Ames
No Me Ames (Älska mig inte) är en latinopop-duett framförd av Jennifer Lopez och Marc Anthony, inspelad till Lopez' debutalbum On the 6 (1999). Låten är en cover på den italienska låten "Non Amarmi", skriven av Giancarlo Bigazzi, Marco Falagiani och Aleandro Baldi inspelad av Baldi och Francesca Alotta till Baldis album Il Sole (1993). Låten översattes till spanska av Ignacio Ballesteros per Anthonys önskan. Två versioner av låten spelades in till On the 6;  en balladversion och en salsa-influerad "Tropical Remix". Balladen producerades av Dan Shea medan remixversionen skapades av Emilio Estefan, Jr. Musikvideon regisserades av Kevin Bray och mottog en latinamerikansk Grammy-nominering i kategorin "Best Short Form Music Video". "No Me Ames" var extranumret under parets gemensamma turné år 2007.
"No Me Ames" handlar om en komplicerad relation mellan två älskare. Låten gavs ut som en b-sida till "If You Had My Love" via Work Group den 11 maj 1999. Stycket mottog positiv kritik från de flesta musikkritiker och nådde förstaplatsen på Billboards förgreningslista Hot Latin Songs. Den mottog en latinamerikansk Grammy-nominering i kategorin "Best Pop Performance by a Duo/Group with Vocals". Vid prisceremonin Billboard Latin Music Awards år 2000 belönades "No Me Ames" med utmärkelsen "Hot Latin Track of the Year by a Vocal Duo" och nominerades i kategorierna "Tropical/Salsa Track of the Year" och "Hot Latin Track of the Year". Den vann även i kategorin "Salsa Song of the Year" vid American Society of Composers, Authors and Publishers år 2000.

## Bakgrund och produktion
"No Me Ames" är en cover av den italienska listettan "Non Amarmi", inspelad av Aleandro Baldi och Francesca Alotta till Baldis album Il Sole (1993). "Non Amarmi" gavs ut som en singel 1992. Låttexten beskriver en komplicerad relation mellan två älskare. Den skrevs av Giancarlo Bigazzi, Marco Falagiani och Baldi och översattes till spanska av Ignacio Ballesteros. Låten gav Baldi ett pris vid Sanremo Music Festival med utmärkelsen "Best Young Artist". Den första spanskspråkiga versionen gavs ut av den mexikanska sångaren Yuri och hennes make Rodrigo Espinoza. Låten hade inte samma sångtext och gavs titeln "Hoy Que Estamos Juntos" ("Nu när vi är tillsammans")  och inkluderades på hennes album on Huellas (1997).
En dag, medan Jennifer Lopez arbetade på material till sitt debutalbum On the 6, träffade hon den amerikanska artisten Marc Anthony som jobbade på musik i samma inspelningsstudio som henne. Anthony, som blivit intresserad av Lopez efter att ha sett henne i Selena (1997), bad henne att medverka i videon till hans låt "No Me Conoces". Lopez gick med på detta, men bara om han spelade in en låt med henne, vilket han ville. I sitt musikvideoalbum Feelin' So Good blickade hon tillbaka på tiden och sa: "Efter det ringde jag till Tommy [Mottola] och sa typ: 'Om jag gör den här videon har han sagt att vi ska spela in en låt tillsammans! Jag vill inte göra en duett med vem som helst, jag vill göra den med honom. Kan du tvinga honom att skriva på något så att det här verkligen blir av!?'." Efter att ha filmat scenerna till videon påbörjade duon arbetet på låten.
Enligt Lopez var det Anthony som kom på iden att översätta "Non Amarmi", en "gammal italiensk låt", till spanska. Två versioner producerades till On the 6; en ballad och en salsa-produktion i högre tempo ("Tropical Remix"). Balladen producerades av Dan Shea medan den andra skapades av Emilio Estefan. I en intervju sa Lopez: "Jag ville inte att det skulle vara för mycket latinopop. Jag ville att den skulle vara - du vet - mer dansant."

## Mottagande

### Kritikers respons
I sin recension av On the 6 skrev Heather Phares från Allmusic att den tropiska versionen av "No Me Ames" var en av skivans låtar som "lyfte fram Lopez' etniska ursprung". När Jose Promis, en annan recensent från Allmusic, recenserade Desde un Principio: From the Beginning prisade han låten och beskrev den som "förvånansvärt bra". Mario Tarradell vid Dallas Morning News beskrev "No Me Ames" som en "medelhavs-influerad" låt. Lauri Mascia vid Sun-Sentinel var missnöjd över stycket och ansåg att den tropiska versionen inte passade på albumet. NME beskrev duetten som "stötande sliskig". Baldi avslöjade att det var Lopez och Anthonys duett som uppmuntrat honom att avsluta sitt uppehåll från musiken och spela in ett nytt album.
Vid prisceremonin Billboard Latin Music Awards år 2000 vann "No Me Ames" i kategorin "Hot Latin Track of the Year by a Vocal Duo" och nominerades i kategorierna "Tropical/Salsa Track of the Year" och "Hot Latin Track of the Year". Vid den första upplagan av Latin Grammy Awards nominerades låten i kategorin "Best Pop Performance by a Duo/Group with Vocals". Den vann även i kategorin "Salsa Song of the Year" vid American Society of Composers, Authors and Publishers år 2000.

### Kommersiell prestation
"No Me Ames" gavs ut 11 maj 1999 som en b-sida till "If You Had My Love". Låten marknadsfördes av Sony Discos som släppte båda versionerna till deras respektive radioformat. "No Me Ames" debuterade på plats 23 på Billboards förgreningslista Hot Latin Songs den 15 maj 1999. Singeln klättrade till topp-tio tre veckor senare. Låten nådde förstaplatsen på listan den 26 juni 1999 och knuffade därmed ner "Livin' la Vida Loca" av Ricky Martin. Två veckor senare förlorade "No Me Ames" förstaplatsen till "Bailamos", framförd av den spanska singer-songwritern Enrique Iglesias. Låten nådde förstaplatsen igen den 3 juli 1999 och stannade där i fem veckor tills den ersattes av Alejandro Fernándezs "Loco". "No Me Ames" blev årets tredje bäst presterande latinamerikanska singel i USA.
På Billboards Latin Pop Songs debuterade låten på sjundeplatsen den 5 juni 1999. Den nådde som högst andraplatsen den 26 juni och behöll placeringen i sju veckor. Vid årets slut var "No Me Ames" den åttonde bäst presterande singeln på topplistan. Den 29 maj 1999 tog den sig in på en ytterligare Billboard-lista; Tropical Songs. Låten nådde förstaplatsen på listan och ersatte därmed "Pintame" av Elvis Crespoden 3 juli 1999. "No Me Ames" behöll placeringen i fem veckor innan den efterträddes av Gilberto Santa Rosas "Dejate Querer" den 14 augusti 1999. Vid årets slut blev låten den näst-bäst presterande singeln på topplistan efter "El Niágara en Bicicleta" av Juan Luis Guerra.
Den tropiska remixversionen av låten inkluderades som ett bonsspår på den europeiska utgåvan av Lopez' remixalbum J to tha L–O! The Remixes (2002) och på Anthonys samlingsalbum Desde un Principio: From the Beginning (1999). Balladversionen inkluderades på Anthonys samlingsalbum Sigo Siendo Yo: Grandes Exitos (2006).

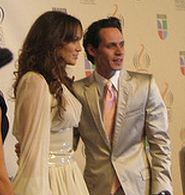
Lopez och Anthony tillsammans 2007.

## Musikvideo och liveframträdanden
Lopez kom på handlingen till musikvideon redan när hon och Anthony spelade in låten. Vid en tillbakablick berättade hon: "Jag frågade Anthony om han gillade idén. Jag förklarade den för Tommy och honom samtidigt en annan dag i studion efter att låten färdigställts och de älskade den." Videon till "No Me Ames" regisserades av Kevin Bray och spelades in i Los Angeles, Kalifornien, samma dag som hon filmade videon för "If You Had My Love". I videon spelar Lopez och Anthony ett förälskat par. Anthony dör av en okänd sjukdom och hans själ vakar sedan över Lopez som sörjer. Om videon sa hon: "Den är som en utländsk film, som 'Life Is Beautiful'". Musikvideon mottog en Latinamerikansk Grammy-nominering i kategorin "Best Short Form Music Video" och inkluderades i Lopez' musikvideoalbum The Reel Me (2003).
Duetten var planerad att framföras vid den första upplagan av prisceremonin Latin Grammy Awards men Anthony fick dessvärre ställa in uppträdandet på grund av komplikationer med sin frus graviditet. "No Me Ames" och "Por Arriesgarnos" var extranumret under parets gemensamma turné år 2007. Duon framförde även låten under sista stoppet på Lopez' Dance Again World Tour.

## Format och innehållsförteckningar
| 1.           | If You Had My Love          | 4:28 |
| 2.           | No Me Ames (Tropical Remix) | 5:05 |
| Total längd: | Total längd:                | 9:28 |

| 1.           | No Me Ames                  | 4:42 |
| 2.           | No Me Ames (Tropical Remix) | 5:04 |
| Total längd: | Total längd:                | 9:41 |

## Musikmedverkande
Hämtat från albumhäftet till On the 6.
- Giancarlo Bigazzi – låtskrivare
- Aleandro Baldi – låtskrivare
- Marco Falagiani – låtskrivare
- Ignacio Ballesteros – låtskrivare (den spanska översättningen)
- Jennifer Lopez – huvudsång
- Marc Anthony – huvudsång

| Ballad Version - Konesha Owens – bakgrundssång - Claytoven Richardson – bakgrundssång - Dan Shea – keyboards, programmering, sånginspelning, ljudtekniker (pro-tools) - Dean Parks – gitarr - Michaal Landau – elgitarr | Tropical Remix - Emilio Estefan – chefsproducent - Dan Shea – sångproducent, keyboards, programmering - Juan Vincente Zambrano – producent, arrangör, programmering, keyboards - Jose Miguel Velasquez – bakgrundssång - Lena Perez – bakgrundssång - Ximera DePombo – bakgrundssång - Jorges Velaro – bakgrundssång - Manual Lopez – gitarr - Salvador Cuevas – bas - Edwin Bonilla – slagverk - Archie Peña – slagverk - Douglas Guevara – bongo, congo - Herman "Teddy" Mulet – trombon |

## Topplistor
| Lista (1999)          | Topplacering |
| --------------------- | ------------ |
| USA (Hot Latin Songs) | 1            |
| USA (Latin Pop Songs) | 2            |
| USA (Tropical Songs)  | 1            |

| Lista (1999)          | Topplacering |
| --------------------- | ------------ |
| USA (Hot Latin Songs) | 3            |
| USA (Latin Pop Songs) | 8            |
| USA (Tropical Songs)  | 2            |